# Apolychrosis
Apolychrosis is een geslacht van vlinders van de familie bladrollers (Tortricidae), uit de onderfamilie Olethreutinae.

## Soorten
- A. ambogonium Pogue, 1986
- A. candidus Pogue, 1986
- A. ferruginus Pogue, 1986
- A. schwerdtfegeri Amsel, 1962
- A. synchysis Pogue, 1986